# Aripa 143 A
Die Unterlagsrebe ‘Aripa 143 A’ ist eine Kreuzung einer europäischen Vitis vinifera Sorte (‘Aramon’) und der amerikanischen Vitis riparia. Sie wurde in Österreich von Lenz Moser nach dem Zweiten Weltkrieg als Unterlagsrebe zur biotechnischen Bekämpfung der Wurzelreblaus eingeführt. Heute hat sie, wegen deutlicher Nachteile, keine Bedeutung mehr und wird nicht mehr empfohlen.

## Abstammung
Kreuzung von ‘Aramon’ x Vitis riparia MICHAUX von Millardet et de Grasset in Frankreich.

## Ampelografische Merkmale
- Triebspitze: hellgrün, stark geneigt, jüngstes Blättchen schiffchenförmig
- Blatt: dreilappig, scharf gezahnt, Stielbucht u-förmig
- Triebe: braungelb, gerieft, starke Nodien
- Blüte: zwittrig, traubentragend
- Traube; klein, mit tiefblauen bis schwarzen Beeren

## Eigenschaften – Verwendung
Sie ist eine schwach wachsende Unterlagsrebe mit geringer Trockenheitsresistenz. Sie hat geringe Kalkverträglichkeit (Gesamtkalkgehalt ~15 %) und eine ungenügende Wurzelreblausresistenz. Sie ist auch gegen Staunässe im Frühjahr empfindlich und reagiert mit starker Chlorose.